# CQ Большой Медведицы
CQ Большой Медведицы (лат. CQ Ursae Majoris), HD 119213 — одиночная переменная звезда в созвездии Большой Медведицы на расстоянии приблизительно 298 световых лет (около 91 парсека) от Солнца. Видимая звёздная величина звезды — от +6,3m до +6,28m.

## Характеристики
CQ Большой Медведицы — белая звезда Хербига, вращающаяся переменная звезда типа Альфы² Гончих Псов (ACV) спектрального класса A4p(Sr-Cr-Eu) или A2IVpSrCr.